# Basilius Sattler

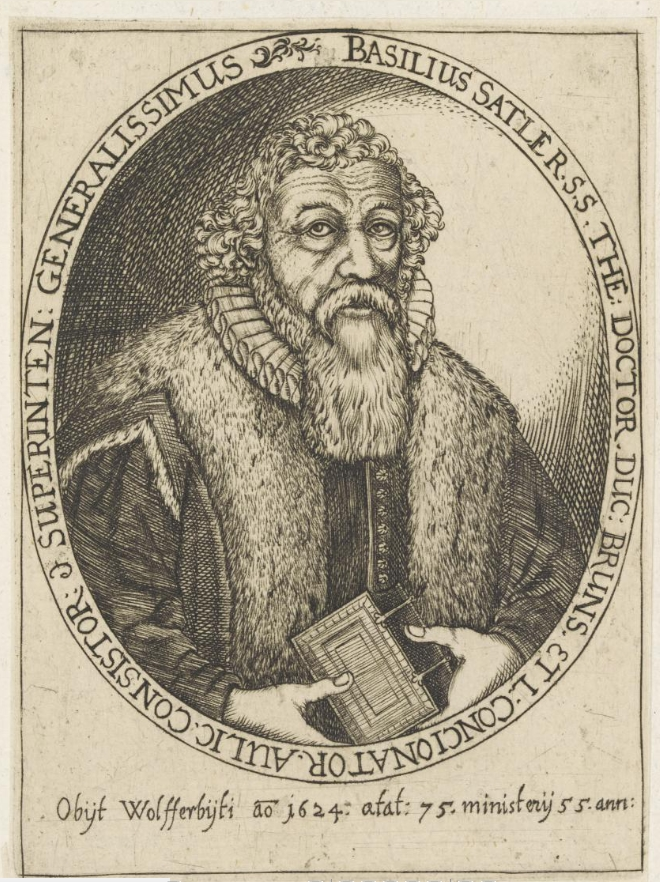
Basilius Sattler

Aegidius Basilius Sattler (* 15. September 1549 in Reichenbach an der Fils; † 9. November 1624 in Wolfenbüttel) war ein deutscher lutherischer Theologe, Generalsuperintendent und herzoglich-braunschweigischer Oberhofprediger. Er lehrte Theologie an der 1576 neu gegründeten protestantischen Universität Helmstedt. Der orthodoxe Lutheraner war über Jahrzehnte das autoritäre Haupt der braunschweigischen Landeskirche.

## Leben

### Ausbildung und Berufung nach Wolfenbüttel
Der im Herzogtum Württemberg geborene Sattler studierte Theologie an der Universität Tübingen, wo er am 1. November 1564 als „Blasius osipiarius Reichenbach“ immatrikuliert und am 11. Juli 1568 Magister wurde (Baccalaureus wurde er am 11. April 1565 unter dem Familiennamen „Ephippiarius“, der so viel wie Sattler bedeutet). Auf Veranlassung des Tübinger Universitätskanzlers Jakob Andreae, der im Auftrag von Herzogs Julius in dessen Fürstentum Braunschweig-Wolfenbüttel die Reformation durchführte, kam Sattler 1569 nach Wolfenbüttel. Bereits 1571 wollte ihn Herzog Julius zum Generalsuperintendenten der Diözese Gandersheim ernennen, was jedoch am Widerstand des dortigen Stiftskapitels scheiterte. Im Jahre 1572 wurde Sattler zum Hauptpastor an der Wolfenbütteler Hauptkirche Beatae Mariae Virginis ernannt. Seit 1574 war er ständiges Mitglied der Kirchenleitung, des Konsistoriums.

### Hochschullehrer in Helmstedt
An der 1576 neu gegründeten Landesuniversität Helmstedt zählte Sattler als Lehrer für Predigtlehre zu den ersten Professoren. Im Jahre 1577 erhielt er den philosophischen Magistertitel und wurde am 11. April 1586 zum Doktor der Theologie promoviert. Er wirkte neben seiner Hochschultätigkeit als Pfarrer an der Helmstedter Stephanikirche und als Generalsuperintendent der Diözese Helmstedt.

### Der Protest von Huysburg
Der älteste Sohn des Herzogs Julius, der Erbprinz Heinrich Julius, wurde im Dezember 1578 als Bischof von Halberstadt in sein Amt eingeführt. Im Benediktinerkloster Huysburg bei Halberstadt erhielt er aus diesem Anlass die niederen Weihen und die Tonsur. Gegen diese katholischen Zeremonien protestierten die vier Helmstedter Theologieprofessoren, darunter Sattler und Timotheus Kirchner, in einer mehrseitigen Schrift. Während Kirchner daraufhin 1579 vom Herzog entlassen wurde, hatte Sattler keine Konsequenzen zu tragen. Im Gegenteil wurde er ergänzend zu seinen bestehenden Ämtern zum Konsistorialrat des 1579 nach Helmstedt verlegten Konsistoriums ernannt. Im Jahre 1586 wurde er in Wolfenbüttel erster Hofprediger als Nachfolger von Johannes Malsius, der dieses Amt aufgrund seiner vermeintlich calvinistischen Gesinnung verloren hatte.

### Orthodoxes Oberhaupt der braunschweigischen Landeskirche
Für den 1589 verstorbenen Herzog Julius hielt Sattler drei Gedenkpredigten, die in Druck gingen. Unter dem neuen Herzog Heinrich Julius wurde 1589 erneut Wolfenbüttel Sitz des Konsistoriums, dessen einflussreichstes Mitglied Sattler wurde. Als oberster Generalsuperintendent des Herzogtums wurde er für mehr als 35 Jahre Oberhaupt der braunschweigischen Landeskirche. Nachdem der Herzog dem Konsistorium 1593 weitgehende Selbstständigkeit zugesprochen hatte, konnte Sattler in kirchlichen Dingen autoritär Entscheidungen treffen. Seine Neubestallung für das Amt des Konsistoriumsdirektors aus dem Jahre 1596 enthielt eine Beschreibung seiner Rechte und Pflichten. In jenen Jahren herrschte sowohl in der braunschweigischen Kirche als auch an der Universität Helmstedt ein Kampf zwischen orthodoxen Lutheranern wie Sattler, Daniel Hofmann und Kaspar Pfaffrad und den „Humanisten“, zu denen unter anderem Johannes Caselius und Cornelius Martini zählten. Der Konflikt gipfelte 1598 im sogenannten „Hofmannstreit“, der auf die Veröffentlichung einer Reihe von Thesen durch Hofmann zurückging. Dieser behauptete, die Kirche habe neben Satan keine größeren Feinde gehabt als „die Vernunft und die Weisheit des Fleisches.“ Den Philosophen wurde vorgeworfen, sie seien die Patriarchen der Häretiker. Eine Vermischung von Theologie und Philosophie sei verantwortlich für religiöse Irrlehren. Hofmann wurde daraufhin vom Herzog von der Universität verwiesen, auf Intervention Sattlers und der ihn unterstützenden Herzogin Elisabeth aber wieder zurückgerufen. Die orthodoxen Lutheraner behielten damit auf viele Jahre ihre Vormachtstellung im Herzogtum. Ihr Einfluss wurde 1603 dadurch erhöht, dass der Herzog dem Konsistorium die Zensur über alle Veröffentlichungen der Universität übertrug. Für den 1613 verstorbenen Herzog Heinrich Julius hielt Sattler in Wolfenbüttel die Leichenpredigt. Dessen Sohn und Nachfolger Friedrich Ulrich wurde von Sattler bei Ausbrechen des Dreißigjährigen Krieges für die evangelische Sache beeinflusst. Die 1614 erfolgte Berufung des humanistischen Theologen Georg Calixt zum Professor für Kontroverstheologie in Helmstedt konnte Sattler nicht verhindern.

### Familie
Sattler heiratete am 24. Juni 1572 in Wolfenbüttel Anna Maeß († 1617 in Wolfenbüttel), die Tochter des Wolfenbütteler Bürgermeisters Balthasar Maeß. Beide hatten 16 Kinder, von denen zehn Kinder heirateten. Der Sohn Julius Sattler (1587–1659) wurde wie sein Vater lutherischer Theologe und Generalsuperintendent. Ein weiterer Sohn, Samuel Sattler, war Mediziner und Leibarzt. Der Sohn Timotheus Andreas Sattler wurde fürstlich braunschweigischer Amtmann in Wohldenberg und verheiratete sich mit Lucia Knochenhauer.
Die Tochter Hedwig (* ± 1574, † 9. November 1624 in Wolfenbüttel) heiratete den Generalsuperintendenten Clus/Bad Gandersheim Joachim Pöhling, (* ± 1570 in Hornburg, † 1646 in Clus/Gandersheim). Dieser hatte auch an der Universität Helmstedt (also bei seinem Schwiegervater) Theologie studiert.
Sattler feierte 1620 sein 50-jähriges Amtsjubiläum. Er starb 1624 in Wolfenbüttel und wurde dort auf Anordnung des Herzogs nahe der herzoglichen Gruft in der Marienkirche beigesetzt. Ein Epitaph erinnert noch heute an ihn.

### Herkunft
Nach älteren Angaben soll Sattler in Neuenstadt am Kocher geboren sein, während ein im Niedersächsischen Landesarchiv, Abt. Wolfenbüttel, entdeckter Lebenslauf und sein Tübinger Immatrikulationseintrag von 1564 belegen, dass er aus Reichenbach an der Fils im Landkreis Esslingen stammte. Dort ist der Name Sattler damals tatsächlich nachgewiesen, sogar mit dem Vornamen Blasius, den Sattler bei seiner Immatrikulation 1564 noch verwendete und den er später in Basilius abänderte. Als Sattlers Vater kommt Blasius Sattler in Reichenbach in Betracht, der dort 1538 1 Gulden 1 Ort steuerte und 1545 2 Batzen Türkensteuer gab und der dort von 1558 bis 1566 gemustert wurde und auch noch 1579 (nun als kriegserfahren bezeichnet), er müsste um 1515/20 geboren sein. Etwas älter war der um 1505 geborene Jacob Sattler in Reichenbach, der dort 1523, 1536 und 1553–1566 gemustert wurde. Er steuerte 1538 30 Gulden 8 Pfennige, er gab 1545 6 Batzen Türkensteuer und er bürgte am 16. März 1560 für seinen Freund bzw. Verwandten Michel Roß aus Reichenbach. Blasius Sattler steht in der Steuerliste von 1538 direkt nach Caspar Sattler, der 8 Gulden 1 Pfund 7 Schillinge steuerte und der sehr wahrscheinlich Blasius’ Vater war, denn Caspar wurde schon 1516, 1523 und 1536 gemustert (1545 steuerte Caspar Sattlers Kind 6 Blappart). Caspar ist etwa um 1480 geboren, er war 1545 verstorben und kann daher nicht der Vater, sondern nur der Großvater des Theologen Basilius Sattler gewesen sein.

## Schriften
Sattlers gedruckte Predigten sind im VD17 – dem Verzeichnis der im deutschen Sprachraum erschienenen Drucke des 17. Jahrhunderts – verzeichnet.